# 원산도항
원산도항은 충청남도 보령시 오천면 원산도리, 원산도 섬에 있는 어항이다. 1972년 8월 7일 지방어항으로 지정되었다. 시설관리자는 보령시장이다.

## 어항구역
원산도항의 어항구역은 다음과 같다.
- 수역
  - 똥문 기점(X=320,190 Y=149,164)으로부터 정동방향으로 125m, 이 점에서 정북방향으로 400m, 이 점에서 정서방향으로  육지와 연결한 선내의 공유수면
- 육역
  - 충청남도 보령시 오천면 효자도리 356-1 (제방)
  - 충청남도 보령시 오천면 원산도리 474-1 (잡종지)
  - 충청남도 보령시 오천면 원산도리 474-6 (잡종지)
  - 충청남도 보령시 오천면 원산도리 474-7 (제방)